# Clinosperma bracteale
Clinosperma bracteale är en enhjärtbladig växtart som först beskrevs av Adolphe-Théodore Brongniart, och fick sitt nu gällande namn av Odoardo Beccari. Clinosperma bracteale ingår i släktet Clinosperma och familjen Arecaceae. Inga underarter finns listade i Catalogue of Life.